# Opalinidae
Opalinea, Opalinata ou Slopalinida, é um pequeno agrupamento de protistas do filo (ou superfilo) Heterokonta que vivem como comensais no intestino dos animais. São organismos anaeróbios que apresentam flagelos ou numerosos pequenos cílios distribuídos sobre a superfície corporal. Apresentam mitocôndrias com cristas tubulares. Em condições ambientais menos favoráveis são capazes de formar quistos. 

## Taxonomia
Opalinea agrega dois subgrupos:
- Proteromonadida — inclui pequenos organismos flagelados com tamanho de cerca de 15 µm de comprimento, que apresentam dois ou quatro flagelos e um único núcleo celular numa célula que contém uma única mitocôndria relativamente grande. São organismos comensais no intestino de urodelos, répteis e roedores.
- Opalinida — inclui organismos de maior tamanho (até vários milímetros de comprimento), que apresentam numerosos pequenos cílios e célula multinucleada (binucleada ou com centos de núcleos) e um grande número de mitocôndrias. São organismos comensais no intestino de anfíbios e peixes.